# Bois du Mont Lofty
Localisation
Les bois du Mont Lofty forment une écorégion définie par le fonds mondial pour la Nature (WWF) qui couvre une zone de près de 24 000 km2 à cheval entre la chaîne du Mont-Lofty et l'île Kangourou au sud-est de l'Australie-Méridionale. Elle appartient à l'écozone australasienne et au biome des forêts, terres boisées et broussailles méditerranéennes.